# جواز سفر ترينيدادي
تصدر جوازات سفر ترينداد وتوباغو لمواطني ترينيداد وتوباغو للسفر الدولي. يسمح لحامل جواز سفر ترينيدادي السفر إلى دول أجنبية وفقا لمتطلبات التأشيرة المنصوص عليها. تصدر جميع جوازات سفر ترينيداد وتوباغو من خلال وزارة الشؤون الخارجية وتكون صالحة لمدة 10 سنوات بالنسبة للبالغين، وخمس 5 سنوات للأطفال دون سن السادسة عشر. يعدّ جواز سفر ترينيدادي جواز سفر كاريكوم لان ترينيداد وتوباغو عضو في مجموعة الكاريبي.
اعتبارا من 28 مايو 2015 يمكن لمواطني ترينيداد وتوباغو السفر إلى منطقة شنغن بدون تأشيرة. اعتبارًا من 7 أبريل 2020 كان مواطنو ترينيداد وتوباغو يتمتعون بإمكانية الدخول بدون تأشيرة أو تأشيرة عند الوصول إلى 150 دولة وإقليم، مما جعل جواز سفر ترينيداد وتوباغو يحتل المرتبة 30 من حيث حرية السفر وفقًا لمؤشر هينلي لجوازات السفر.

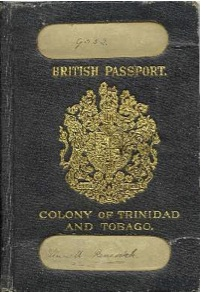
جواز سفر ترينيداد وتوباغو البريطانية

قبل الاستقلال في عام 1962 كانت ترينيداد وتوباغو مستعمرة للتاج، وكانت تُستخدم جوازات السفر البريطانية.

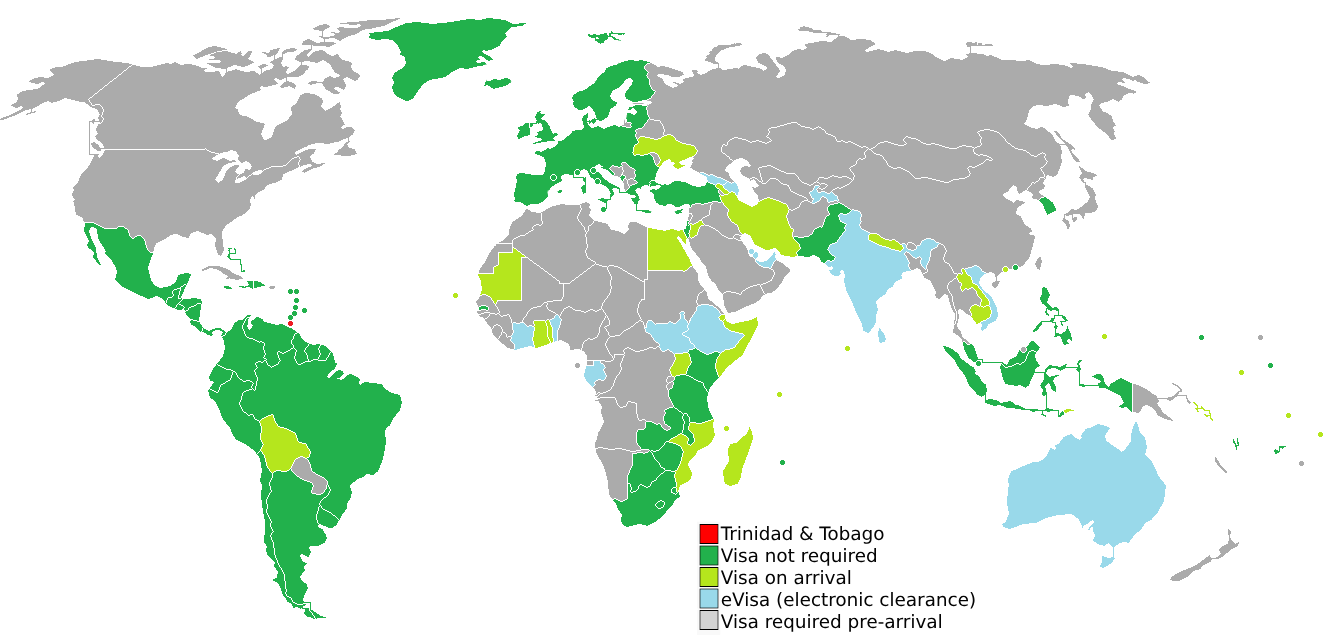
البلدان والأقاليم التي لا تفرض تأشيرة أو تطلب تأشيرة دخول عند الوصول للجهة، لحاملي جواز سفر ترينيدادي.

## محتوياته

### الصفحة الأمامية
الصفحة الأولى من جواز سفر ترينيداد وتوباغو تحتوي على المعلومات التالية: جمهورية ترينيداد وتوباغو
رقم نموذج جواز السفر (على سبيل المثال 2015)
رقم جواز السفر
النص المطبوع التالي: هذا الجواز هو ملك للحكومة جمهورية ترينيداد وتوباغو. يحظر تغيير أو إضافة أو تشويه بنص من القانون. إن أي تغيير غير رسمي يجعله جواز سفر غير صالح.

### الصفحة الأخيرة
على الصفحة الأخيرة من جواز السفر ترينيداد وتوباغو، طباعة للبيان التالي:
جمهورية ترينيداد وتوباغو
يطلب وزير الشؤون الخارجية لجمهورية ترينيداد وتوباغو لمن يهمه الأمر السماح لمواطن من جمهورية ترينيداد وتوباغو اسمه سبق ذكره بالمرور بحرية من دون توقف أو إعاقة وتحمل مسؤلية المواطن من المساعدة القانونية والحماية التي قد تكون ضرورية.

## روابط خارجية
- Reason for the updated passports (2009)
- Passports not being collected نسخة محفوظة 5 أغسطس 2012 على موقع واي باك مشين. (2009)
- Trouble with extending passports (2013)
- Delay in new passport appts (2013)